# Ewelina Firek
Ewelina Firek (* 1968 in Cosel) ist eine deutsch-polnische Künstlerin.

## Leben
Ewelina Fireks Vater zählte in ihrem Geburtsort zu den wichtigsten regionalen Malern. Bereits in früher Kindheit genoss sie deshalb eine umfangreiche künstlerische Erziehung. Nach der Ausreise aus dem damals kommunistischen Polen 1987 baute sich die neunzehnjährige Abiturientin in Deutschland eine neue Existenz auf. Sie lebte erst in Hannover, bevor sie 1993 nach München zog. Dort erlernte sie in einer wissenschaftlichen Buchhandlung den Beruf der Buchhändlerin und bildete sich parallel künstlerisch weiter. Seit 2001 ist sie in der Stadtverwaltung Celle im Bereich der Mediendienste beschäftigt. Seit 2013 gestaltet sie das Goldene Buch der Stadt Celle. Über mehrere Jahre leitete sie zudem das Deutsch-Polnische Jugendkunstprojekt der Stadt Celle und der Stadt Kwidzyn. Seit 2010 ist sie Vorsitzende des Deutsch-Polnischen Kultkreises Celle e. V.
Ewelina Firek malt unter anderem abstrakte Öl- und Acrylgemälde. Wiederkehrenden Motive sind die italienische Landschaft, die Ostseeküste sowie Frauenportraits. Zu ihrem Repertoire künstlerischer Ausdrucksformen zählen außerdem Collagen sowie Skulpturen. Immer wieder nehmen auch Eindrücke ihrer Kindheit Einfluss auf die Kunst Fireks. Ende 2018 stellte sie unter dem Motto „Split – Querschnitt eines Lebens“ in der Gotischen Halle im Schloss Celle aus und griff unter anderem die strenge katholische Erziehung in Polen, ihr Fluchterlebnis sowie andere gesellschaftliche Themen auf.
Firek war außerdem Teil einer Gruppenausstellung im Albert-König-Museum, stellte in Hannover sowie an zahlreichen kulturellen Orten in Celle aus.